# Kernkraftwerk Palisades
Das stillgelegte Kernkraftwerk Palisades (englisch Palisades Nuclear Generating Station) besitzt einen Druckwasserreaktor, der von Combustion Engineering errichtet wurde. Es befindet sich im Covert Township (Van Buren County) am Ostufer des Michigansees im US-Bundesstaat Michigan.

## Geschichte
Mit dem Bau des Kernkraftwerks wurde 1967 begonnen und am 31. Dezember 1971 nahm es den kommerziellen Betrieb auf.
Für die angewandten Techniken beim Austausch der beiden Dampferzeuger 1992 erhielt Bechtel den NOVA-Preis des Construction Innovation Forums.
Im Jahr 2004 genehmigte die Nuclear Regulatory Commission (NRC) eine Nettoleistungserhöhung um 1,4 % von 780 MW auf 792 MW.
Die erteilte Betriebslizenz lief ursprünglich bis zum 24. März 2011. Ein 2005 gestellter Antrag auf Verlängerung der Betriebslizenz um 20 Jahre wurde von der NRC am 17. Januar 2007 bewilligt, somit läuft die Lizenz bis zum 21. März 2031.
Das Kraftwerk wurde im April 2007 für 380 Millionen US-Dollar von Consumers Energy an Entergy verkauft.
Am 8. Dezember 2016 teilte Entergy mit, das Kraftwerk zum 1. Oktober 2018 aus wirtschaftlichen Gründen stillzulegen. Ende September 2017 teilte der Betreiber schließlich mit, dass die Anlage bis zum Frühjahr 2022 in Betrieb bleiben soll, Anfang 2022 wurde von einer Abschaltung zum 31. Mai des Jahres ausgegangen. Letzten Endes wurde die Anlage am 20. Mai 2022 aufgrund des Zustandes der Dichtung eines Steuerstabes abgeschaltet. Im Zuge der Stilllegung ging das Kraftwerk im Juni 2022 in das Eigentum von Holtec International, das den Rückbau der Anlage verwalten sollte, über.
Im Juli 2022 beantragte Holtec einen Kredit bei der amerikanischen Bundesregierung für die Wiederaufnahme des Betriebs der Anlage. Die Gouverneurin von Michigan, Gretchen Whitmer, kündigte ihre Unterstützung für einen Neustart des Kraftwerks an. Einen ersten Antrag auf Bundesmittel des Programms Civil Nuclear Credit aus dem Infrastructure Investment and Jobs Act beschied das Energieministerium der Vereinigten Staaten im November 2022 abschlägig, auf neuerlichen Antrag 2023 durch Holtec stellte das Energieministerium ein Darlehen in Höhe von bis zu 1,5 Milliarden US-Dollar unter Bedingungen bereit. Diese Bundesmittel stammen aus dem 2021 unterzeichneten Inflation Reduction Act und können im Rahmen des Energy Infrastructure Reinvestment Program ausgereicht werden.
Im September 2023 schlossen der regionale Energiekonzern Wolverine Power und Holtec einen Liefervertrag ab, der zusammen mit Fördermitteln aus Michigan und Bundesmitteln die Wiederinbetriebnahme des Kernkraftwerks sichern soll. Zusätzlich beabsichtigte Holtec, auf dem Gelände von Palisades zwei weitere Modularreaktoren zu je 300 MW Leistung zu errichten. Der Betreiber steht mit der zuständigen Bundesbehörde NRC in Kontakt, um die Modalitäten für eine Erneuerung oder Wiedererteilung der Betriebslizenz abzuklären.

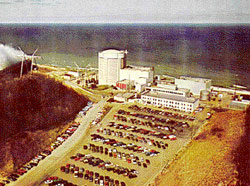
Kernkraftwerk Palisades
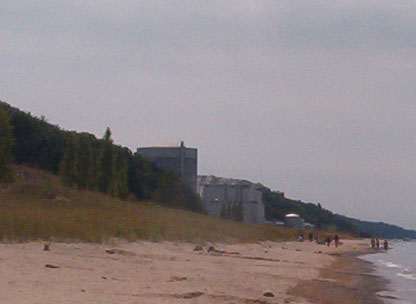
Das Kernkraftwerk von Norden

## Daten des Reaktorblocks
| Reaktorblock | Reaktortyp         | Netto- leistung | Brutto- leistung | Baubeginn  | Netzsyn- chronisation | Kommer- zieller Betrieb | Abschal- tung |
| ------------ | ------------------ | --------------- | ---------------- | ---------- | --------------------- | ----------------------- | ------------- |
| Palisades    | Druckwasserreaktor | 778 MW          | 842 MW           | 14.03.1967 | 31.12.1971            | 31.12.1971              | 20.05.2022    |